# Tỉnh (Philippines)
Tỉnh (tiếng Philippines: lalawigan hoặc probinsya) là đơn vị hành chính địa phương cấp 1 trực thuộc quốc gia ở Philippines. Quốc gia này được chia ra 81 tỉnh (2013), các tỉnh được chia ra thành các thành phố (lungsod) và đô thị (bayan). Vùng thủ đô quốc gia, bao gồm thành phố Manila không được chia thành các tỉnh.
Các tỉnh được phân nhóm thành 17 vùng (rehiyon) dựa trên đặc điểm dân tộc, văn hóa, địa lý. 14 vùng được đánh số phù hợp với vị trí địa lý từ Bắc đến Nam. Các khu vực Vùng thủ đô quốc gia, Vùng hành chính Cordillera, và Vùng tự trị ở Mindanao Hồi Giáo không có đánh số.
Chính quyền địa phương đứng đấu bởi một tỉnh trưởng (gobernador). Để phục vụ mục đích đại diện lập pháp, tỉnh được chia ra một hay hơn quận quốc hội (distrito). Mỗi thành phố hoặc municipality thuộc về một trong số các quận này. Một dân biểu quốc hội (kinatawan) đại diện một quận ở trong Hạ viện. Mỗi quận cũng có các thành viên ủy ban trong ủy ban tỉnh (xem thêm trong phần chính quyền tỉnh).

## Chính quyền tỉnh
Chính quyền tỉnh có một cơ quan hành pháp và lập pháp. Quyền tư pháp của tỉnh nằm dưới sự giám sát của Tòa án tối cao Philippines. Chính quyền địa phương là một đơn vị tự trị, giám sát trực tiếp các công việc của tỉnh. Tổng thống Philippines điều phối các tỉnh thông qua Bộ Nội vụ và Chính quyền địa phương (DILG).

### Cơ quan hành pháp
Chính quyền tỉnh đứng đầu bởi tỉnh trưởng (gobernador), là người đứng cơ quan hành pháp của tỉnh. Dưới tỉnh trưởng là các sở như: hành chính, pháp chế, thông tin, công nghệ, ngân khố. Tỉnh trưởng được bầu nhiệm kỳ 3 năm và có thể được bầu tối đa 3 nhiệm kỳ. Các sở được tỉnh trưởng bổ nhiệm.

## Danh sách tỉnh
| Tỉnh                | Tỉnh lỵ                 | Vùng      | Dân số    | Diện tích (km²) | Mật độ dân số (người/km²) |
| ------------------- | ----------------------- | --------- | --------- | --------------- | ------------------------- |
| Abrabi              | Banguede                | CAR       | 209.491   | 3.975,6         | 52.7                      |
| Agusan del Norte    | Cabadbaran              | Vùng XIII | 552.849   | 2.590,0         | 213.5                     |
| Agusan del Sur      | Prosperidad             | Vùng XIII | 559.294   | 8.966,0         | 62.4                      |
| Aklan               | Kalibo                  | Vùng VI   | 451.314   | 1.817,9         | 248.3                     |
| Albay               | Legazpi                 | Vùng V    | 1.090.907 | 2.552,6         | 427.4                     |
| Antique             | San Jose                | Vùng VI   | 471.088   | 2.522,0         | 186.8                     |
| Apayao              | Kabugao                 | CAR       | 97.129    | 3.927,9         | 24.7                      |
| Aurora              | Baler                   | Vùng III  | 173.797   | 3.239,5         | 53.6                      |
| Basilan             | Isabela                 | ARMM      | 322.828   | 1.234,2         | 243.8                     |
| Bataan              | Balanga                 | Vùng III  | 557.659   | 1.373,0         | 406.2                     |
| Batanes             | Basco                   | Vùng II   | 16.467    | 209.3           | 78.7                      |
| Batangas            | Batangas                | Vùng IV-A | 1.905.348 | 3.165,8         | 601.9                     |
| Benguet             | La Trinidad             | CAR       | 582.515   | 2.655,4         | 219.4                     |
| Biliran             | Navala                  | Vùng VIII | 140.274   | 555.5           | 252.5                     |
| Bohol               | Tagbilaran              | Vùng VII  | 1.139.130 | 4.117,3         | 276.7                     |
| Bukidnon            | Malaybalay              | Vùng X    | 1.060.265 | 8.293,8         | 127.8                     |
| Bulacan             | Malolos                 | Vùng III  | 2.234.088 | 2.625,0         | 851.1                     |
| Cagayan             | Tuguegarao              | Vùng II   | 993.580   | 9.002,7         | 110.4                     |
| Camarines Norte     | Daet                    | Vùng V    | 458.840   | 2.112,5         | 217.2                     |
| Camarines Sur       | Pili                    | Vùng V    | 1.551.549 | 5.266,8         | 294.6                     |
| Camiguin            | Mambajao                | Vùng X    | 74.232    | 229.8           | 323.0                     |
| Capiz               | Roxas                   | Vùng VI   | 654.156   | 2.633,2         | 248.4                     |
| Catanduanes         | Virac                   | Vùng V    | 215.356   | 1.511,5         | 142.5                     |
| Cavite              | Trece Martires          | Vùng IV-A | 2.063.161 | 1.287,6         | 1.602,3                   |
| Cebu                | Cebu                    | Vùng VII  | 3.356.137 | 5.088,4         | 659.6                     |
| Compostela Valley   | Nabunturan              | Vùng XI   | 580.244   | 4.667,0         | 124.3                     |
| Cotabato            | Kidapawan               | Vùng XII  | 958.643   | 6.569,9         | 145.9                     |
| Davao del Norte     | Tagum                   | Vùng XI   | 743.811   | 3.463,0         | 214.8                     |
| Davao del Sur       | Digos                   | Vùng XI   | 1.905.917 | 6.377,6         | 298.8                     |
| Davao Occidental    | Malita*                 | Vùng XI   | -         | 2.163,45        | -                         |
| Davao Oriental      | Matili                  | Vùng XI   | 446.191   | 5.164,5         | 86.4                      |
| Đông Samar          | Borongan                | Vùng VIII | 375.822   | 4.339,6         | 86.6                      |
| Quần đảo Dinagat    | San Jose                | Vùng XIII | 120.813   | 1.036,34        | 116,6                     |
| Guimaras            | Jordan                  | Vùng VI   | 141.450   | 604.7           | 233.9                     |
| Ifugao              | Lagawe                  | CAR       | 161.623   | 2.517,8         | 64.2                      |
| Ilocos Norte        | Laoag                   | Vùng I    | 514.241   | 3.399,3         | 151.3                     |
| Ilocos Sur          | Vigan                   | Vùng I    | 594.206   | 2.579,6         | 230.3                     |
| Iloilo              | Iloilo                  | Vùng VI   | 1.925.002 | 4.719,4         | 407.9                     |
| Isabela             | Ilagan                  | Vùng II   | 1.287.575 | 10.664,6        | 120.7                     |
| Kalinga             | Tabuk                   | CAR       | 174.023   | 3.119,7         | 55.8                      |
| La Union            | San Fernando            | Vùng I    | 657.945   | 1.493,1         | 440.7                     |
| Laguna              | Santa Cruz              | Vùng IV-A | 1.965.872 | 1.759,7         | 1.117,2                   |
| Lanao del Norte     | Tubod                   | Vùng X    | 758.123   | 3.092,0         | 245.2                     |
| Lanao del Sur       | Marawi                  | ARMM      | 800.162   | 3.872,9         | 206.6                     |
| Leyte               | Tacloban                | Vùng VIII | 1.592.336 | 5.712,8         | 278.7                     |
| Maguindanao         | Shariff Aguak           | ARMM      | 599.103   | 4.900,1         | 163.5                     |
| Marinduque          | Boac                    | Vùng IV-B | 217.392   | 959.3           | 226.6                     |
| Masbate             | Masbate                 | Vùng V    | 707.668   | 4.047,7         | 174.8                     |
| Metro Manila        | Manila (Trung tâm vùng) | NCR       | 9.932.560 | 636             | 15.617,2                  |
| Misamis Occidental  | Oroquieta               | Vùng X    | 486.723   | 1.939,3         | 251.0                     |
| Misamis Oriental    | Cagayan de Oro          | Vùng X    | 1.126.215 | 3.570,0         | 315.5                     |
| Mountain Province   | Bontoc                  | CAR       | 140.439   | 2.097,3         | 67.0                      |
| Negros Occidental   | Bacolod                 | Vùng VI   | 2.565.723 | 7.926,1         | 323.7                     |
| Negros Oriental     | Dumaguete               | Vùng VII  | 1.130.088 | 5.402,3         | 209.2                     |
| Bắc Samar           | Catarman                | Vùng VIII | 500.639   | 3.498,0         | 143.1                     |
| Nueva Ecija         | Palayan                 | Vùng III  | 1.659.883 | 5.284,3         | 314.1                     |
| Nueva Vizcaya       | Bayombong               | Vùng II   | 366.962   | 3.903,9         | 94.0                      |
| Occidental Mindoro  | Mamburao                | Vùng IV-B | 380.250   | 5.879,9         | 64.7                      |
| Oriental Mindoro    | Calapan                 | Vùng IV-B | 681.818   | 4.364,7         | 156.2                     |
| Palawan             | Puerto Princesa         | Vùng VI   | 755.412   | 14.896,3        | 50.7                      |
| Pampanga            | San Fernando            | Vùng III  | 1.882.730 | 2.180,7         | 863.4                     |
| Pangasinan          | Lingayen                | Vùng I    | 2.434.086 | 5.368,2         | 453.4                     |
| Quezon              | Lucena                  | Vùng IV-A | 1.679.030 | 8.706,6         | 192.8                     |
| Quirino             | Cabarroguis             | Vùng II   | 148.575   | 3.057,2         | 48.6                      |
| Rizal               | Antipolo                | Vùng IV-A | 1.707.218 | 1.308,9         | 1.304,3                   |
| Romblon             | Romblon                 | Vùng IV-B | 264.357   | 1.355,9         | 195.0                     |
| Samar               | Catbalogan              | Vùng VIII | 641.124   | 5.591,0         | 114.7                     |
| Sarangani           | Alabel                  | Vùng XII  | 410.622   | 2.980,0         | 137.8                     |
| Siquijor            | Siquijor                | Vùng VII  | 81.598    | 343.5           | 237.5                     |
| Sorsogon            | Sorsogon                | Vùng V    | 650.535   | 2.141,4         | 303.8                     |
| Nam Cotabato        | Koronadal               | Vùng XII  | 1.102.550 | 4.489,0         | 245.6                     |
| Nam Leyte           | Maasin                  | Vùng VIII | 360.160   | 1.734,8         | 207.6                     |
| Sultan Kudarat      | Isulan                  | Vùng XII  | 586.505   | 4.714,8         | 124.4                     |
| Sulu                | Jolo                    | ARMM      | 619.668   | 1.600,4         | 387.2                     |
| Surigao del Norte   | Surigao                 | Vùng XIII | 374.465   | 1.936,9         | 193.3                     |
| Surigao del Sur     | Tandag                  | Vùng XIII | 501.808   | 4.552,2         | 110.2                     |
| Tarlac              | Tarlac                  | Vùng III  | 1.068.783 | 3.053,4         | 350.0                     |
| Tawi-Tawi           | Bongao                  | ARMM      | 322.317   | 1.087,4         | 296.4                     |
| Zambales            | Iba                     | Vùng III  | 627.802   | 3.714,4         | 169.0                     |
| Zamboanga del Norte | Dipolog                 | Vùng IX   | 823.130   | 6.618,0         | 124.4                     |
| Zamboanga del Sur   | Pagadian                | Vùng IX   | 1.438.011 | 4.964,1         | 289.7                     |
| Zamboanga Sibugay   | Ipil                    | Vùng IX   | 497.239   | 3.087,9         | 161.0                     |